# Silvano Natale
Il maresciallo capo Silvano Natale (Riva del Garda, 27 aprile 1951 – Cielo di Podrute, 7 gennaio 1992) è stato un militare italiano.
Silvano Natale fu un sottufficiale dell'Aviazione dell'Esercito. Morì nell'eccidio di Podrute venendo abbattuto dal MiG-21 pilotato dall'allora tenente Emir Šišić (poi promosso maggiore) della "Jugoslove Skoda ratno vazduhoplovstvo" (aeronautica militare federale iugoslava), quando, assieme ai suoi colleghi, stava volando a bordo di un AB-205 sui cieli tra Varaždin e Zagabria, estremo nord della Croazia, nei pressi del confine con Slovenia  ed Ungheria, impegnati a svolgere missioni per il controllo del cessate il fuoco per conto dell'European Community Monitor Mission (ECMM).
Sull'elicottero abbattuto assieme a lui caddero:
- Enzo Venturini, tenente colonnello pilota, MOVM;
- Marco Matta, sergente maggiore pilota, MOVM;
- Fiorenzo Ramacci, maresciallo capo, MOVM;
- Jean-Loup Eychenne,[2] lieutenant de vaisseau (tenente di vascello) della Marine nationale francese.

Nella battaglia aerea rimase coinvolto anche un altro elicottero dell'ALE, che riuscì ad evitare il fuoco jugoslavo e ad atterrare indenne in una radura.